# Enicospilus atrodecoratus
Enicospilus atrodecoratus là một loài tò vò trong họ Ichneumonidae.